# Uzbecký sum
Sum, někdy též som, (uzbecky latinkou: so‘m, cyrilicí: сўм) je zákonné platidlo Uzbekistánu, které nahradilo po osamostatnění země sovětský rubl. ISO 4217 kód: UZS. 1 sum se dělí na 100 tijinů (uzbecky: tiyin/тийин). Provizorní sum byl zaveden 15. listopadu 1993 v poměru 1 sum = 1 sovětský rubl a již 1. července 1994 jej nahradil nový sum v poměru 1 nový sum = 1 000 provizorních sumů. V roce 2017 byly vydány bankovky 10 000 a 50 000 sumů.

| Datum        | Kurz              |
| ------------ | ----------------- |
| 1. 7. 1994   | 1 USD = 25 UZS    |
| 2. 5. 2012   | 1 USD = 1856 UZS  |
| 31. 7. 2016  | 1 USD = 2945 UZS  |
| 25. 11. 2016 | 1 USD = 3170 UZS  |
| 20. 12. 2016 | 1 USD = 3240 UZS  |
| 30. 3. 2017  | 1 USD = 3595 UZS  |
| 19. 6. 2017  | 1 USD = 3930 UZS  |
| 30. 6. 2018  | 1 USD = 7875 UZS  |
| 28. 6. 2021  | 1 USD = 10574 UZS |

## Název
Sum nebo som se původně jmenovalo platidlo Zlaté hordy a jejích nástupnických států. Během sovětské éry se takto do uzbečtiny oficiálně překládalo slovo rubl. Obdobně se jmenuje měna Kyrgyzstánu som a Tádžikistánu somoni.

## Bankovky
Bankovky v oběhu mají hodnoty 2 000, 5 000, 10 000, 20 000, 50 000, 100 000 a 200 000 sumů.
| Platne uzbecké bankovky | Platne uzbecké bankovky | Platne uzbecké bankovky | Platne uzbecké bankovky | Platne uzbecké bankovky | Platne uzbecké bankovky |
| Vyobrazení              | Vyobrazení              | Hodnota                 | Barva                   | Barva                   |                         |
| Líc                     | Rub                     | Hodnota                 | Barva                   | Barva                   |                         |
| ----------------------- | ----------------------- | ----------------------- | ----------------------- | ----------------------- | ----------------------- |
|                         |                         | 2 000 sum               |                         | červená                 |                         |
|                         |                         | 5 000 sum               |                         | zelená                  |                         |
|                         |                         | 10 000 sum              |                         | modrá                   |                         |
|                         |                         | 20 000 sum              |                         | indigová                |                         |
|                         |                         | 50 000 sum              |                         | fialová                 |                         |
|                         |                         | 100 000 sum             |                         | oranžová                |                         |
|                         |                         | 200 000 sum             |                         | tyrkysová               |                         |

## Galerie

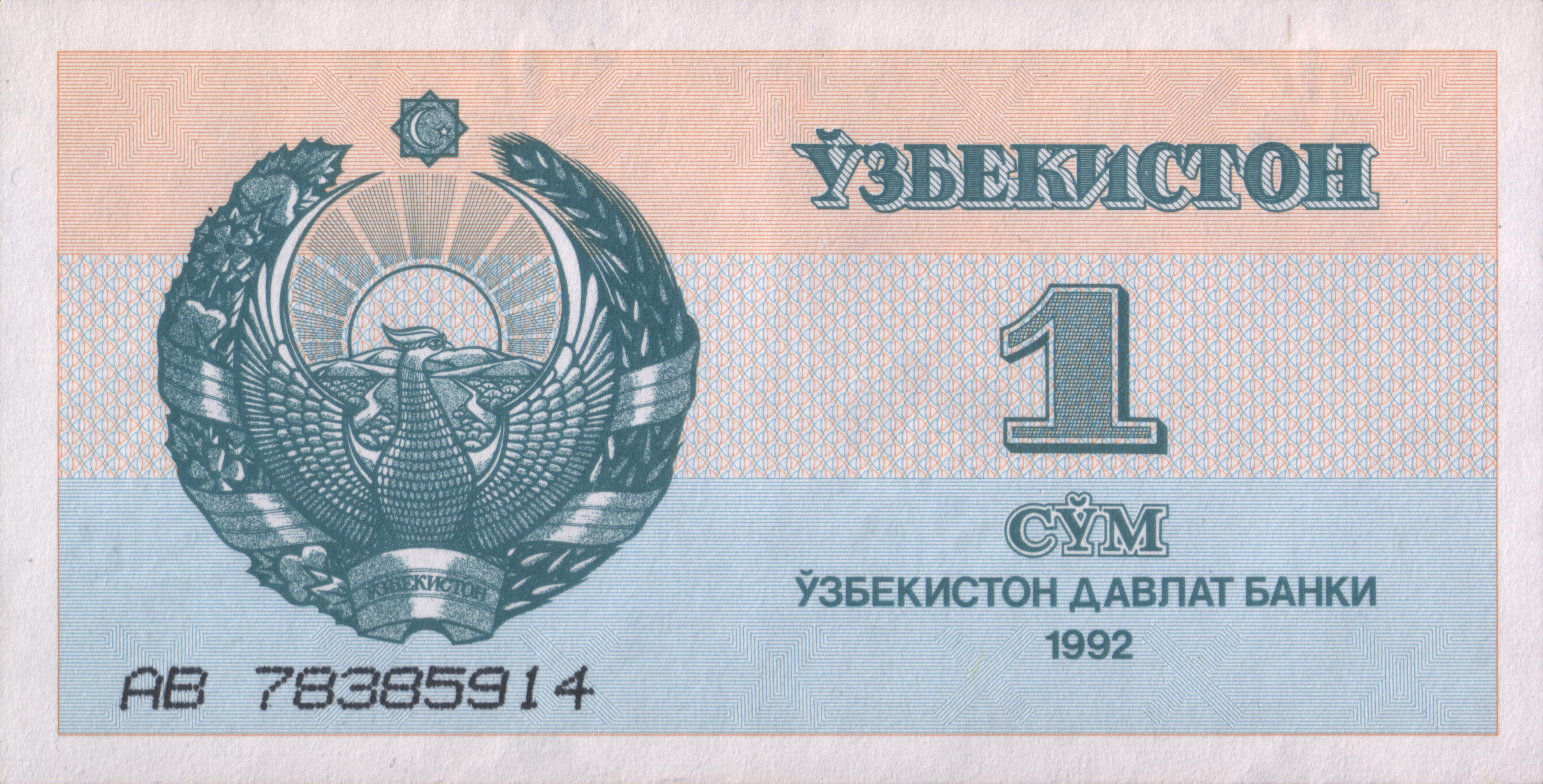
1 provizorní sum
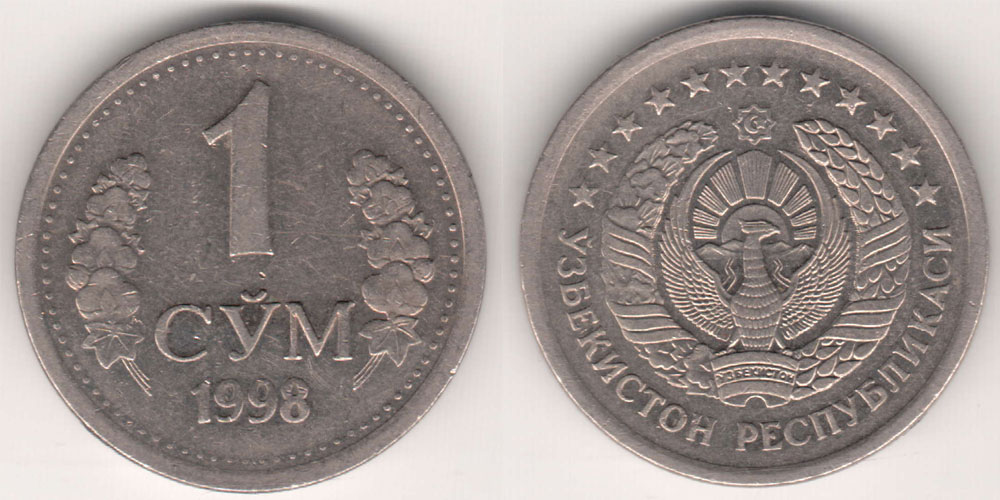
1 sum z roku 1998 s nápisy v cyrilici
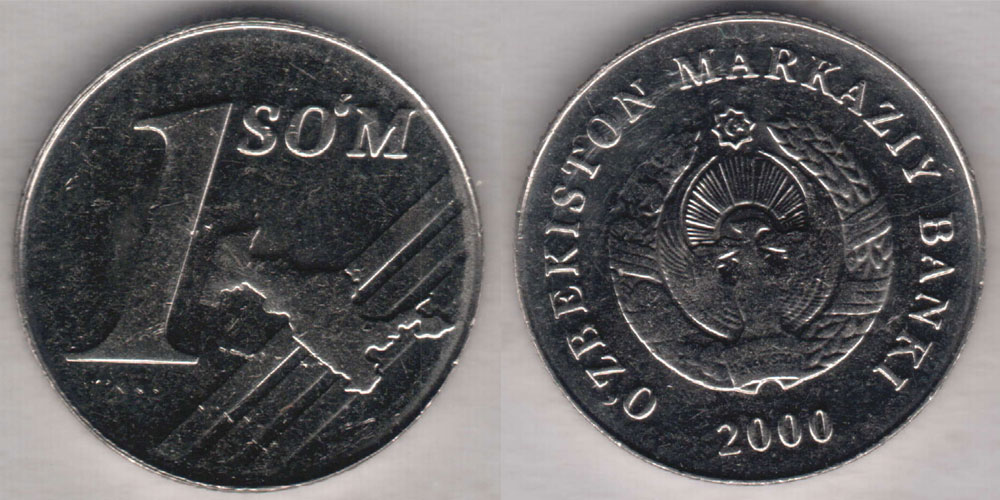
1 sum z roku 2000 s nápisy v latince, na kterou Uzbekistán postupně přechází